# Ewan MacDonald
Ewan MacDonald (* 17. November 1975 in Inverness) ist ein schottischer Curler. Er spielt auf der Position des Third.
MacDonald nahm international mit dem schottischen Team zum ersten Mal an der Juniorenweltmeisterschaft 1997 im japanischen Karuizawa teil, wo sie allerdings nur den siebten Rang bei zehn Teilnehmern erreichten. Dennoch debütierte er als Second in Hammy McMillans Team bei der Curling-Weltmeisterschaft der Herren 1999. Dort schlug die schottische Mannschaft im Finale die kanadische und wurde Weltmeister. Noch im gleichen Jahr gelang ihm, wieder als Second, Europameistertitel, für den Dänemark im Finale geschlagen wurde. Zwei Jahre später verteidigte das schottische Team den Titel nicht und wurde nur Fünfter. Auch bei den olympischen Curling-Wettkämpfen 2002 in Salt Lake City, bei denen MacDonald für Großbritannien startete, erreichte sein Team nur den siebten Platz.
Von 2002 an nahm MacDonald jedes Jahr für Schottland an der Curling-WM teil, wobei er zunächst 2002 die Bronze- und 2005 die Silbermedaille holte. im Jahr 2004 war der Schotte sogar der Skipper seiner Mannschaft, ein Jahr später wurde er als Alternate eingesetzt. Nachdem MacDonald, diesmal wieder als Second, die Bronzemedaille bei der Europameisterschaft 2005 gewonnen hatte, verpasste das britische Team als Vierter bei den Olympischen Winterspielen eine Medaille nur knapp, hier spielte MacDonald erstmals auf seiner heutigen Position Third. Noch im Jahr der Olympischen Spiele wurde Schottland im Jahr 2006 nach siebenjähriger Pause wieder Weltmeister, zudem Vize-Europameister. Bei der Weltmeisterschaft 2007 misslang als Neunter die Titelverteidigung erneut deutlich, dafür gewann Schottland, ebenfalls erstmals seit 1999, wieder die Europameisterschaft 2008. 
Als Third spielte MacDonald bei den Olympischen Winterspielen 2010 in Vancouver im Team Großbritannien mit Skip David Murdoch, Second Peter Smith, Lead Euan Byers und Alternate Graeme Connal. Die Mannschaft belegte den fünften Platz.
2012 gewann er bei der Mixed-Europameisterschaft 2012 die Goldmedaille als Skip des schottischen Teams mit Eve Muirhead, Euan Byers und Karen Barthelemy. Bei der Mixed-Europameisterschaft 2013 konnte er den Titel nicht verteidigen, da das Finale gegen das deutsche Team von Skip Andy Kapp mit 4:5 verloren ging.